# Solnica (nazwisko)
Solnica – nazwa osobowa odnotowana w Rzeczypospolitej Obojga Narodów w 1616 roku na terenie Małopolski i Wielkopolski. Należy do grupy nazwisk motywowanych leksyką z zakresu górnictwa solnego. W styczniu 2020 r. w Polsce mieszkało około 600 osób o tym nazwisku, najwięcej w Kielcach, Starym Opolu, Warszawie, Siedlcach, Krakowie i Łodzi.
Nazwisko występuje również wśród polskich rodzin żydowskich.

## Wybrane osoby noszące nazwisko Solnica
- Andrzej Solnica – pułkownik Wojska Polskiego
- Bogdan Solnica – profesor medycyny
- Dariusz Solnica – piłkarz
- Hélène Solnica – francuska profesor literatury[7]
- Herschel Solnica – rabin Nowego Jorku[8]
- Igor Solnica – słowacki strzelec wyborowy, reprezentant klubu ŠKP Trnava, drużynowy mistrz Europy z 2011[9] roku w strzelectwie kombinowanym FITASC (Fédération Internationale de Tir aux Armes Sportives de Chasse) w Sarlóspuszta na Węgrzech[10]
- Józef Solnica – porucznik Armii Krajowej
- Lilianna Solnica-Krezel – profesor medycyny
- Marek Solnica – architekt